# Стадион имени Раджива Ганди
Международный крикетный стадион имени Раджива Ганди (англ. Rajiv Gandhi International Cricket Stadium, телугу రాజీవ్ గాంధీ అంతర్జాతీయ క్రికెట్ స్టేడియం) — крикетный стадион в Хайдарабаде, штат Телингана. Назван в честь бывшего премьер-министра Индии Раджива Ганди. Владельцем и управляющей компанией стадиона является ассоциация крикета Хайдарабада.
Стадион является домашней ареной для сборных Хайдарабада по крикету, в том числе женской команды. На стадионе играет команда Индийской премьер-лиги «Санрайзерс Хайдарабад».
Стадион расположен в пригороде Уппала к востоку от Хайдабарада и вмещает 55 000 человек. Принимал матчи чемпионата мира по крикету 2023 года.

## История
Ранее в Хайдарабаде внутренние и международные матчи проходили на стадионе имени Лала Бахадура Шастри, расположенном в спортивном комплексе Фатех Майдан в Баширбаге в центре города. Стадионом владело Управление спорта штата Андхра-Прадеш (ныне Управление спорта штата Телингана), из-за чего ассоциация крикета Хайдарабада имела ограниченные полномочия и контроль над стадионом и желала построить собственный.
В 2003 году ассоциация крикета Хайдарабада предложила правительству штата Андхра-Прадеш во главе с Н. Чандрабаба Найду построить новый стадион. Предложение было быстро одобрено, и ассоциация выделила деньги на его строительство, для которого правительство предоставило участок земли в Уппале.
Бо́ольшая часть финансирования проекта поступила после проведения открытого аукциона. «Visakha Industries Limited» выиграла аукцион, предложив сумму в 650 миллионов индийских рупий, из которых 430 миллионов было выплачено в качестве аванса. В 2004 году стадион получил название «Международный стадион для крикета Висакха».
К 2005 году, когда большая часть стадиона была построена, он принял первый однодневный международный матч между Индией и Южной Африкой.
Ю. С. Раджасекхара Редди, бывший главный министр штата Андхра-Прадеш (до отделения Телтнганы), решил изменить название стадиона в память о бывшем премьер-министре Индии Радживе Ганди.
После этого решения ассоциация крикета Хайдарабада была обязана выплатить «Visakha Industries» шестикратную цену контракта в соответствии с положениями контракта, регулирующими любое переименование стадиона с потерей названия «Visakha». После переговоров, в которых также приняло участие правительство, было решено остановиться на сумме в 430 миллионов рупий, что меньше цены контракта.
Трибуны стадиона называются «Павильон-Энд» и «Норт-Энд». Последняя была переименована в 2012 году в память Вангипурапа Венката Сай Лакшмана.
По итогом сезона Индийской премьер-лиги 2019 года, ассоциация крикета Хайдарабада получила приз за лучшие питч и стадион.
13 октября 2017 года на стадионе должен был состояться первый матч в формате Твенти20 между Индией и Австралией, но его отменили из-за подтопления. Первый матч здесь был сыгран в декабре между Индией и Вест-Индией.
В октябре 2023 года здесь прошли три игры в рамках чемпионата мира по крикету 2023 года.